# 灌口区
灌口区（1956年4月—1958年1月）是中华人民共和国福建省厦门市历史上的一个行政区划，先后为同安县县辖区（1956年4月—1957年5月）和厦门市市辖区（1957年5月—1958年1月）。
1956年4月，同安县设灌口区，辖13个乡。1957年2月，灌口区的金山、白礁、锦宅、角尾等乡划归龙溪县（今属漳州市龙海区角美镇）；5月，灌口区划归厦门市，仍保留区公所，未设区人民委员会；8月27日，成立厦门市人民委员会的派出机关厦门市人民委员会郊区行政办事处，灌口区归其领导。1958年1月，灌口区撤销，其所辖地域由郊区行政办事处直接管辖。